# Томас Франк (футбольний тренер)
Томас Френк (дан. Thomas Frank; нар. 9 жовтня 1973) — данський футболіст, що грав на позиції півзахисника. По завершенні ігрової кар'єри — тренер. Наразі є головним тренером клубу англійської Прем'єр-ліги «Тотенгем».